# アゥルネースシスラ
アゥルネースシスラ（Árnessýsla）はアイスランド島の南西部に置かれている県である。面積は8287 km²、2004年の人口は6,778人である。